# Verbascum schachdagense
Verbascum schachdagense är en flenörtsväxtart som beskrevs av Gritsenko. Verbascum schachdagense ingår i släktet kungsljus, och familjen flenörtsväxter. Inga underarter finns listade i Catalogue of Life.